# Cyphophthalmus martensi
Espèce
Cyphophthalmus martensi est une espèce d'opilions cyphophthalmes de la famille des Sironidae.

## Distribution
Cette espèce se rencontre dans le Sud-Ouest du Monténégro, dans le Sud-Est de la Croatie et dans le Sud de la Bosnie-Herzégovine.

## Description
Le mâle holotype mesure 1,82 mm, les mâles mesurent de 1,70 à 1,92 mm et les femelles de 1,86 à 2,04 mm.

## Étymologie
Cette espèce est nommée en l'honneur de Jochen Martens.

## Publication originale
- Karaman, 2009 : « The taxonomical status and diversity of Balkan sironids (Opiliones, Cyphophthalmi) with descriptions of twelve new species. » Zoological Journal of the Linnean Society, vol. 156, no 2, p. 260–318.